# Emmanuel Ohene Boafo
Emmanuel Ohene Boafo (Meppel, 4 juli 1993) is een Nederlands acteur. In 2021 won hij de Louis d'Or voor zijn versie van de monoloog Seawall. Boafa werd geboren in een Ghanees gezin in Meppel.

## Opleidingen
Zijn opleiding startte aan de Mgr. Bekkerschool in Amsterdam-Noord (1997-2005), daarna volgde het Bredero College (2005-2009).. Hij studeerde van 2009 tot 2012 aan het Regionaal opleidingencentrum Hoofddorp/Amstelveen (International Business Studies). Van 2014 tot 2018 studeerde hij aan de Toneelacademie Maastricht.

## Jeugd
Als kind drumde hij graag, maar na het zien van de voorstelling Backfire van JongRast in De Meervaart, wilde hij acteur worden. Zijn ouders, die vanuit Ghana naar Nederland waren gekomen voor een betere toekomst zagen dat niet zitten, alhoewel Boafo later het idee had dat dat voornamelijk van zijn vader kwam. Die had liever dat zijn zoon advocaat of arts werd. Zijn moeder had in Ghana economie gestudeerd, maar werd in Nederland schoonmaakster. Ze was wel op televisie te zien, ze speelde een rol in de soap GAM TV op de Amsterdamse zender SALTO.

## Acteurscarrière
Zijn toneelloopbaan begon toen hij zich onder invloed van artistiek leider Elike Roovers aansloot bij JongRast. Hij zat eerst in de traininggroep (waar hij onder andere Mozes speelde in Holy Moses) en vervolgens in de productiegroep. Om een conflict met zijn vader te vermijden zou hij weer afscheid nemen van de toneelwereld met I don’t care, maar hij werd gevraagd door Kemna Casting om de hoofdrol te vertolken in Exit. De productie uit 2013 leverde een Gouden Kalf op en nationale bekendheid. Het betekende een omslag in de houding van zijn vader, die zag dat een carrière in de toneelwereld lonend was. Het volgende jaar werd het de eerdergenoemde toneelschool. Tijdens die studie liep hij stage bij Het Nationale Theater (HNT), waarbij hij in conflict kwam met de regisseur omtrent zijn rol in Ondertussen in Casblanca, zijn rol (caddy op golfveld) was te rolbevestigend vond hij. De uitvoeringen werden daarop aangepast. Desalniettemin kon hij zich na het afstuderen aansluiten bij het acteursgezelschap van HNT. Hij stond op de planken in De hereniging van de twee Korea’s van Eric de Vroedt, Cinema van Jeroen de Man, De wereld volgens John, Sexual Healing en Trojan Wars, dit laatste stuk uitgevoerd door HNTjong. Voorheen werd hij in 2017 de laureaat van de Guido de Moor-prijs.
In 2021 vertolkte hij de rol van oorlogsveteraan Richard Mehciz in de dramaserie Thuisfront van BNNVARA. Daarnaast speelde hij gastrollen in onder meer de series Toon, De Maatschap, A'dam - E.V.A. en Papadag en de film The Paradise Suite. In datzelfde jaar sprak hij de Nederlandse stem in van T'Challa / Star-Lord / Black Panther in de animatieserie What If...?. Ook werd hem in 2021 de Louis d'Or  toegekend voor zijn monoloog Seawell, dat hij in het Engels speelde. In hetzelfde jaar maakte hij bekend als acteur bij HNT te stoppen om zich meer op film en televisie te kunnen richten. Daarnaast ambieert hij een internationale carrière. In 2022 sprak hij de stem in van Knuckles the Echidna in de avonturenfilm Sonic the Hedgehog 2. Datzelfde jaar vertolkte hij de rol van Babacar in de speelfilm Totem. In 2023 sprak hij de stem in van Gurley in de Nederlandse versie van de live-action film Peter Pan & Wendy en Abat in de Nederlandse versie van de animatieserie Star Wars: Visions op Disney+, en Hobart "Hobie" Brown / Spider-Punk in de bioscoop animatiefilm Spider-Man: Across the Spider-Verse. In 2024 sprak Boafa de stemmen in van Obasi voor de film Mufasa: The Lion King en de stem van Knuckles the Echidna in de avonturenfilm Sonic the Hedgehog 3. In april 2025 vertolkte hij de rol van Mingus in de Netflix-film iHostage.

## Prijzen
Boafo won de volgende prijzen:
| Jaar | Prijs                                   | Productie                 |
| ---- | --------------------------------------- | ------------------------- |
| 2013 | Gouden Kalf voor Beste Televisiedrama   | Exit                      |
| 2017 | Guido de Moorprijs                      | Ondertussen in Casablanca |
| 2020 | Henriëtte Hustinxprijs                  |                           |
| 2021 | Louis d'Or                              | Seawall                   |
| 2022 | Nominatie Gouden Kalf voor Beste Bijrol | White Berry               |
| 2023 | Nominatie Gouden Kalf voor Beste Bijrol | El Houb                   |